# Талица (Абайская область)
Талица (каз. Талица) — село в Жанасемейском районе Абайской области Казахстана. Входит в состав Озерского сельского округа. Код КАТО — 632857400.

## Население
В 1999 году население села составляло 538 человек (252 мужчины и 286 женщин). По данным переписи 2009 года, в селе проживали 482 человека (220 мужчин и 262 женщины).